# Eurydacus montezuma
Eurydacus montezuma là một loài tò vò trong họ Ichneumonidae.